# 악마와의 토크쇼
"악마와의 토크쇼"(Late Night with the Devil)는 콜린과 캐머런 케언스가 각본과 감독, 편집을 맡은 2023년 초자연 공포 영화이다. 데이비드 더스트몰치언과 로라 고든, 이안 블리스, 파이살 바지, 잉그리드 토렐리, 리스 오터리, 조지나 헤이그, 조쉬 쿠옹 타트가 출연한다. 다큐멘터리 영화 제작 요소와 파운드 푸티지 영상을 결합한 이 영화는 1977년 핼러윈 밤에 방영된 심야 토크쇼 에피소드에서 진행자가 악마에 빙의된 것으로 알려진 소녀를 쇼에 초대하여 시청률을 띄우려는 시도를 하면서 벌어지는 사건을 다룬다.
호주, 미국, 아랍에미리트 국제 공동 제작 영화인 "악마와의 토크쇼"는 2023년 3월 10일 사우스 바이 사우스웨스트 영화제(SXSW)에서 세계 초연을 가졌다. 연기와 프로덕션 디자인, 기술적인 측면에서 호평을 받으며 비평가들로부터 긍정적인 평가를 받았지만, 짧게 등장하는 스틸 이미지 세 장에 AI 생성 아트를 활용하였다는 사실이 드러나면서 비판을 받기도 하였다. 2024년 3월 22일 미국에서 IFC 필름스를 통해 극장 개봉되었고, 호주에서는 4월 11일에 개봉되어 1,100만 달러의 수익을 올렸다. 영화는 4월 19일 셔더에서 스트리밍으로 공개되었다. 대한민국에서는 2023년 7월 부천국제판타스틱영화제에서 상영되고 다음 해인 2024년 5월 8일 극장 개봉하였다.

## 줄거리
영화의 프롤로그는 1977년 핼러윈 밤, 조니 카슨의 투나잇 쇼(The Tonight Show Starring Johnny Carson)와 시청률 경쟁을 벌이는 인기 버라이어티 심야 토크쇼 잭 델로이의 올빼미 쇼(Night Owls with Jack Delroy)의 여섯 번째 시즌 에피소드 생방송 도중 발생한 의문의 사건을 조사하는 다큐멘터리로 구성된다.
올빼미 쇼의 진행자 잭 델로이는 유명 인사들과의 인맥을 통해 캘리포니아의 부유하고 영향력 있는 남성들을 위한 엘리트 캠프인 "더 그로브"를 정기적으로 방문한다. 얼마 후 아내 매들린이 폐암으로 사망하고, 그 죽음이 잭에게 큰 영향을 미쳐 올빼미 쇼 제작이 중단된다. 결국 쇼에 복귀한 잭은 시청률을 끌어올리기 위해 핼러윈에 오컬트를 주제로 한 특별 에피소드를 제작하기로 결정한다. 이 에피소드의 특별 게스트로는 자칭 심령술사이자 영매인 크리스투, 회의론자이자 전직 마술사인 카마이클 헤이그, 초심리학자이자 작가 준 로스미첼, 그리고 준의 최근 연구 대상인 릴리 디아보가 출연한다.
방송 중에 크리스투는 "미니"라는 이에 대한 기척을 경험하는데, 잭은 이 이름이 죽은 아내 매들린의 사적인 별명임을 밝힌다. 크리스투는 신체의 고통을 느끼다 검은 액체를 토하고 광고 시간에 병원으로 급히 이송된다. 이어지는 부분에서 준은 아브락사스를 숭배하는 사탄 교회가 저지른 집단 자살의 생존자 릴리를 소개한다. 발생 가능한 결과에 대한 준의 경고에도 불구하고 잭은 릴리가 "꿈틀 씨"라고 부르는 악마를 불러내도록 준을 설득한다. 또 다른 광고 시간, 제작진은 크리스투가 마운트 시나이 병원으로 이송되는 구급차 안에서 출혈로 사망했다고 잭에게 알린다.
준이 악마를 불러내자 릴리는 꿈틀 씨에 사로잡혀 앉은 의자를 띄우고 전자기기를 고장낸다. 빙의된 릴리는 이전에 잭을 "키 큰 나무 아래"에서 만났다는 모호한 발언을 뱉는다. 카마이클은 잭의 조수 거스 매코널에게 최면술을 시연하여 준에게 도전하고, 스튜디오에 있던 모든 사람이 거스의 몸에서 벌레가 나와 그를 황폐화시키는 모습을 보게 한다. 제작진이 영상을 되감아본 결과, 최면 시연은 스튜디오에 있던 모든 사람이 경험한 환각일 뿐이었음이 밝혀지지만 준의 최면 중에 일어나는 초자연적 현상은 녹화된 재생본에 그대로 남아 있다. 잭은 영상에서 매들린의 유령이 자신의 뒤에 서 있는 것을 발견하고 경악하지만, 카마이클은 잭이 가담하여 이 사건을 정교한 사기극으로 꾸몄다고 비난한다. 릴리는 다시 빙의되고 주변 전자기기의 전류가 몸에 연결되면서 머리가 갈라지고 밝은 빛으로 빛나기 시작한다. 폭주하는 릴리는 염력을 사용하여 잭을 벽에 던지고 거스와 준, 카마이클을 죽인다.
생방송 송출 중단 안내 화면이 끊어지고 잭이 갑자기 악몽 같은 쇼로 이동하며 화면이 전환된다. 그는 더 그로브의 의식에서 릴리에 빙의된 악마와 마주친 적이 있다는 사실이 밝혀지기 전인 쇼의 과거 순간들에 출연한다. 또한 올빼미 쇼의 갑작스러운 성공에 대한 대가로 잭이 매들린의 암에 간접적으로 책임이 있음이 밝혀진다. 매들린의 영혼은 잭을 만나 암으로 인한 극심한 고통에서 벗어나게 해달라고 간청한다. 잭은 릴리의 이전 숭배 의식에 사용된 단검으로 매들린을 찔러 죽인다. 장면은 갑자기 텅 빈 토크쇼 스튜디오로 바뀌고, 겁에 질린 잭은 자신이 릴리를 찔렀다는 사실을 깨닫는다. 경찰의 사이렌이 점점 커지는 가운데 잭은 죽은 게스트들의 시체 가운데 서 있는다.

## 출연
- 데이비드 더스트몰치언, 올빼미 쇼의 진행자 잭 델로이 역[4]
- 로라 고든, 초심리학자 겸 작가 준 로스미첼 역[4]
- 이안 블리스, 전 마술사이자 회의론자 카마이클 헤이그 역. 이 등장인물은 마술사에서 회의론자로 변신한 제임스 랜디를 닮았는데, 랜디는 돈 레인 쇼에서 호주 심야 진행자 돈 레인과 비슷한 논쟁을 벌인 바 있다.[10][11]
- 파이살 바지, 초능력자 크리스투 역[4]
- 잉그리드 토렐리, 집단 자살의 생존자 릴리 디아보 역[4]
- 리스 오터리, 잭의 보조 거스 매코널 역[4]
- 조지나 헤이그, 잭의 사별한 아내 매들린 파이퍼 역[4]
- 조쉬 쿠옹 타트, 올빼미 쇼의 프로듀서 레오 피스크 역[4]
- 스티브 모자키스, 앤턴 라베이를 모델로 한 샌더 디아보 역
- 폴라 아룬델, 다이앤 역
- 크리스토퍼 커비, 필 역
- 존 오메이, 워커 베드포드 역
- 마이클 아이언사이드, 해설자 역

## 제작

### 개발 및 캐스팅
2022년 2월 13일 아랍에미리트 스튜디오 이미지 네이션과 미국 장르 레이블인 스푸키 픽처스가 "악마와의 토크쇼" 제작을 발표하였다. 작가이자 감독인 캐머런과 콜린 케언스는 심야 토크쇼를 소재로 한 "악마와의 토크쇼"를 제작하기로 결정한 배경에 대하여 다음과 같이 설명하였다. "70년대와 80년대에는 심야 TV에 다소 위험한 분위기가 있었다. 특히 토크쇼는 이상한 성인 세계를 엿볼 수 있는 창구였다. 우리는 그 긴장감 넘치는 생방송 분위기를 초자연적인 요소와 결합하면 독특하고 무서운 영화적 경험을 선사할 수 있다고 생각하였다."
케언스 형제는 데이비드 더스트몰치언이 잡지 판고리안에 기고한 지역 TV 공포 진행자에 관한 글을 읽고 그에게 잭 델로이 역을 제안하였다. 더스트몰치언은 영화의 대본과 함께 1970년대 TV 가이드와 비슷하게 디자인된 룩북을 받은 후 역할을 수락하였다. 더스트몰치언의 캐스팅은 2022년 6월 24일 발표되었다.

### 촬영
악마외의 토크쇼는 호주 멜버른에서 촬영되었다. 영화는 디지털 시각효과와 함께 인형극을 비롯한 실사 특수효과를 활용하였다. AI 아트 또한 활용하지만 감독이 나중에 "세 개의 이미지"만이 AI로 생성되었다고 설명하였다.

## 공개
"악마와의 토크쇼"는 2023년 3월 10일 텍사스주 오스틴에서 열린 사우스 바이 사우스웨스트 영화제(SXSW)에서 "미드나이터" 섹션으로 세계에서 처음 공개되었다. 같은 달, 공포 작가 스티븐 킹은 영화의 사전 스크리너를 제공받고 트위터에 "정말 훌륭합니다. 눈을 뗄 수가 없었어요. 그들이 말한 것처럼 여러분의 감상은 다를 수 있겠지만, 가능하면 꼭 보시길 권합니다"라는 트윗을 남겼다. 2023년 6월 9일부터 15일까지 시드니 영화제에서 상영되었다. 2023년 7월에는 부천국제판타스틱영화제 아드레날린 라이드 섹션으로 아시아 지역에서 첫 공개되었다.
2023년 10월, IFC 필름스와 셔더는 북미, 영국, 아일랜드의 영화 배급권을 획득하였다. 2024년 5월 8일 대한민국에서 극장 개봉하였다.

## 반응

### 박스 오피스
이 영화는 2024년 3월 22일 미국과 캐나다의 1,034개 극장에서 개봉하여 첫 사흘 동안 280만 달러를 벌어 IFC 필름스 개봉작 중 최고 오프닝 주말을 기록하였으며, 언론 매체는 개봉 3일째에 총 666,666 달러의 수익을 올렸다고 보도하였다. 다음 주말 1,442개 극장으로 개봉관을 확대한 영화는 220만 달러를 벌어들여 7위에 올랐다.

### 비평
리뷰 집계 사이트인 로튼 토마토에서 비평가 198명의 리뷰 중 96%가 긍정적이며, 평균 평점은 7.8/10이다. 웹사이트의 총평은 다음과 같다. "유쾌하게 어두운 "악마와의 토크쇼"는 빙의 공포가 허구가 아님을 증명하며, 데이빗 더스트몰치언의 뛰어난 쇼케이스 역할을 한다." 가중 평균을 사용하는 메타크리틱은 22명의 평론가를 기준으로 100점 만점에 72점을 부여하여 "대체로 호의적"이라는 평을 내렸다.
버라이어티의 데니스 하비는 영화의 프로덕션 디자인과 기술적 측면, 출연진의 연기를 호평하며 "빈티지 미 디케이드 쇼비즈 치즈와 엑소시스트 같은 악마적 행위의 혼합은 독특하고, 작가이자 감독인 [케언스] 형제가 능숙하게 처리한 것은 말할 것도 없다. 로저이버트닷컴의 브라이언 탈레리코는 이 영화가 독창적이고 파운드 푸티지 형식을 영리하게 사용하였다고 호평하며, 더스트몰치언의 "70년대 문화를 지배했던 스웨그와 호감 사이의 적절한 톤을 찾아내면서 [...] 영화를 정말 하나로 묶어주는 경이로운 연기"를 높이 평가하였다.
블러디 디스거스팅의 메건 나바로는 영화의 진행 속도가 빠르다고 비판하면서도 "독창성, 공들인 시대 재현, 더스트몰치언의 열연, 피날레의 쇼스토퍼는 놓치고 싶지 않은 핼러윈 이벤트"라고 평하며 5점 만점에 3.5점을 주었다. 오스틴 크로니클의 트레이스 소버도 더스트몰치언의 연기를 극찬하며 "완전히 기믹하지만, 그 장치에 대한 진지한 헌신이 이 작품을 실제로 만드는 것"이라고 말하였다. 소버는 영화의 결말이 다소 부족하지만 "악마와의 토크쇼는 전제에서 효과적이고 재미있는 아이디어를 많이 얻을 수 있으며 성공의 대가를 강력하게 시험하는 작품"이라고 덧붙였다.
커모드와 메이요의 테이크의 마크 커모드는 영화가 1992년 영국의 모큐멘터리 초자연 공포 TV 영화 고스트워치의 영향을 받은 것으로 보고 "정말 재미있었다"라고 밝혔다.
옵저버의 웬디 이데는 영화에 별점 5점 만점에 4점을 주며 풍자와 코미디 요소를 칭찬하고 "냉소적이고 때로는 악마처럼 웃기는 이 영화는 악령 빙의 장르에 파괴적인 정적을 선사한다"고 평하였다.

### 인공지능 활용
영화 개봉을 앞두고 일부 평론가들은 SXSW에서 상영된 버전에는 없었던 AI 생성 아트를 몽타주에 사용했다는 점을 지적하고 영화 보이콧을 촉구하였다. 이러한 논란에 대해 캐머런 케언스 감독과 콜린 케언스 감독은 다음과 같이 말하였다. "우리가 항상 상상했던 70년대 미학을 이 영화에 구현하기 위하여 끊없이 노력한 놀라운 그래픽 및 프로덕션 디자인 팀과 함께, 우리는 AI로 세 개의 스틸 이미지를 실험하였고, 이를 추가로 편집하여 마지막에는 영화에서 매우 짧은 삽입 광고로 등장시켰다." 배우 데이비드 더스트몰치언은 다음과 같이 밝혔다. "[캐머런과 콜린]이 정말 잘 말한 것 같고, 나는 그들이 말한 것을 전적으로 지지하며, 이 영화가 이 세계를 배경으로 수많은 시간을 들여 놀라운 예술적 장인 정신을 발휘한 철저히 독창적인 작품이라는 데 전적으로 동의한다. 그래서 좋은 대화이다. 중요한 대화이다. 꼭 해야 할 대화이다."

## 같이 보기
- 고스트워치는 1992년 영국에서 제작된 모큐멘터리 공포 TV 영화로, 이 영화와 비슷한 주제이다.